# Geraldo Tibúrcio

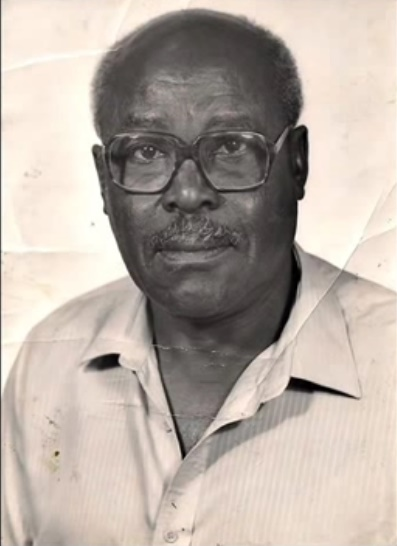
Geraldo Tibúrcio

Geraldo Tibúrcio (Catalão, 30 de agosto de 1924 – Anápolis, 6 de maio de 2003) foi um pedreiro, líder operário e camponês, foi eleito em 1954 presidente da União dos Lavradores e Trabalhadores Agrícolas do Brasil (ULTAB). Em 1962 foi eleito vereador em Anápolis (GO) e, dois anos depois, foi cassado pela própria Câmara Municipal. Ainda em 1962 foi eleito presidente do Sindicato dos Trabalhadores da Construção Civil, em Anápolis. Voltou a se candidatar ao cargo de vereador em 1982, pelo MDB, tendo sido eleito com 1.392 votos. Exerceu o mandato de 1983 até 1988
Filho dos arrendatários João Tibúrcio e Antonieta Agostinho, ainda criança começou a trabalhar nas fazendas da região. Em 1942 mudou-se para a Chapada dos Veadeiros para trabalhar no garimpo. Em 1944, foi para Anápolis onde trabalhou como servente de pedreiro. No ano seguinte voltou para Catalão, sua cidade natal, ainda trabalhando como servente de pedreiro, e se casou com Olite Tomás, camponesa do mesmo município, com quem teve quatro filhos. Em 1949 mudou-se para a Colônia Agrícola Nacional de Goiás, da qual se originou o município de Ceres, onde morou e trabalhou na mobilização dos camponeses.

## Atividades políticas
O livro Arquivos Revelados: a ditadura militar em Goiás, editado pela Associação dos Anistiados de Goiás (ANIGO) e pela Universidade Federal de Goiás (UFG) , registra as atividades políticas e a militância partidária de Geraldo Tibúrcio.
“Foi membro do Comitê Estadual de Goiás e do Comitê Municipal de Anápolis, organismos do Partido Comunista Brasileiro. Durante sua militância desempenhou muitas tarefas para o Partido Comunista Brasileiro: participou em comícios políticos como orador, defendeu as teses da Reforma Agrária; sua candidatura a Deputado Estadual em Goiás, em 1954, como determinação do PCB; sua eleição para Presidente da União dos Trabalhadores do Brasil, com sede em São Paulo, onde, como Presidente de 1954 a 1956, teve a tarefa de organizar os Sindicatos Rurais; sua candidatura para Vereador Municipal de Anápolis e Presidente do Sindicato dos Trabalhadores da Construção Civil, em 1962, sendo eleito para os dois cargos, passando a defender, numa frente legal, os interesses do Partido. De 1966 a 1972, participou do VI Congresso Nacional do PCB, de reuniões internas dos Comitês Estadual de Goiás e Municipal de Anápolis, e no trabalho sindical no Sindicato dos Trabalhadores da Construção Civil em Anápolis onde desenvolveu esforços para derrubar o então presidente daquele Sindicato”.

### Trombas e Formoso
Geraldo Tibúrcio entrou para o Partido Comunista Brasileiro (PCB) em 1953 e em 1971 foi eleito para o Comitê Estadual de Goiás (PCB). Por volta de 1953 foi para a região de Trombas e Formoso, sendo um dos primeiros militantes do PCB a ser enviado para o local, onde participou da fundação da Associação dos Trabalhadores e Lavradores Agrícolas de Formoso e Trombas
Em Trombas  aproximou-se da “União dos Camponeses de Goiás”, onde ocupou os cargos de secretário-geral e presidente. Durante os anos em que esteve à frente dessa associação, Tibúrcio, apesar de começar a frequentar a escola aos 12 anos de idade e por pouco tempo, fundou o periódico Ranca Toco, canal de denúncia da violência sofrida pela população rural na região.
O conflito de Trombas e Formoso teve seu auge entre os anos de 1954-1957, numa região que hoje corresponde ao médio-norte goiano. Foi liderado por José Porfírio, camponês, nascido na cidade Pedro Afonso, e que em 1962 foi eleito Deputado Estadual pelo PTB, com 4.663 votos. O conflito foi gerado por um processo de expropriação, ou seja, pela ação de um grupo de grileiros, que através de diversas formas de violência e intimidação expulsavam os camponeses de suas terras. As áreas ocupadas pelos camponeses eram de terras devolutas, sendo que muitos tinham a posse a vários anos.

Maiara Dourado (PPGAS/UFG) ressalta a importância dos acontecimentos em Trombas e Formoso:
O movimento político de Trombas e Formoso se caracteriza em uma experiência de luta que se configura pela resistência armada de camponeses do norte do Estado de Goiás, em meados da década de 1950, que rebelaram-se contra o processo de expropriação de terra liderada por um grupo de grileiros fortalecidos pelo legitimado suporte do governo do Estado. A luta reconhecida como Revolta de Trombas e Formoso se apresenta como um dos mais importantes conflitos camponeses do país, sobretudo, por seu protagonismo e organização política e social, tendo em vista a conquista do título das terras mediante o embate com grileiros e o próprio Estado.
Após o Golpe Militar de 1964 e a subsequente repressão aos líderes populares, José Porfírio retorna a Trombas com a intenção de organizar a resistência, porém encontra obstáculos que não consegue remover.. Decidindo fugir, ele e Geraldo Tibúrcio embarcam em uma canoa pelo rio Tocantins, acompanhados por outras pessoas. Durante uma jornada de 18 dias, remam mais de mil quilômetros até chegarem à cidade de Carolina, no Maranhão. De lá, continuam a pé por mais 150 km até Santo Antônio das Balsas, onde José Porfírio passou parte de sua infância e tinha familiares, retomando assim sua vida como trabalhador rural. Enquanto isso, Tibúrcio decide permanecer em Balsas, trabalhando como pedreiro, mas é  preso alguns meses depois.

### ULTAB
Em 1954, concorreu à vaga de deputado na Assembleia Legislativa de Goiás, não tendo sido eleito. Neste mesmo ano foi escolhido para ocupar o cargo de presidente da ULTAB, após escolha unânime dos 303 participantes da II Conferência Nacional de Lavradores e Trabalhadores Agrícolas (1954). Entre 1954 e 1959, quando esteve à frente da ULTAB, Geraldo Tiburcio presidiu a Campanha Nacional pela Reforma Agrária, auxiliou na fundação de sindicatos, visitou a URSS e a China — para melhor compreender os processos de reforma agrária ali desenvolvidos e foi eleito membro do Conselho Mundial da Paz..
A União dos Lavradores e Trabalhadores Agrícolas do Brasil – ULTAB – foi uma organização criada em 21 setembro 1954, na cidade de São Paulo, por ocasião do evento da II Conferência Nacional dos Lavradores e Trabalhadores Agrícolas e contou com o apoio do movimento sindical, dos trabalhadores agrícolas e com a ajuda dos militantes comunistas do Partido Comunista Brasileiro. O objetivo da ULTAB era organizar os trabalhadores rurais do Brasil. Os principais líderes fundadores do movimento, que tiveram renomes nacionais, foram: Geraldo Tibúrcio, Jofre Correia Neto (em São Paulo), José Porfírio (em Goiás), Lyndolpho Silva (no Rio de Janeiro), José Portela e o jornalista Nestor Vera. Para a Presidência da entidade que estava nascendo foi eleito Geraldo Tibúrcio, para a Secretaria Geral foi eleito José Portela e para o cargo de Primeiro-secretário elegeu-se Lyndolpho Silva.

### Câmara Municipal

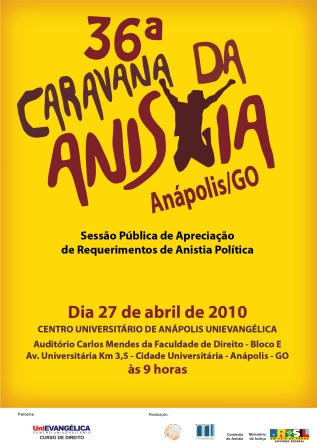
36º Caravana da Anistia, em Anápolis

Em 1962 foi eleito vereador em Anápolis (GO), com o slogan “preto, pobre e comunista”, tendo sido o mais votado naquele pleito.  Dois anos depois Geraldo Tibúrcio teve o seu mandato cassado pela Resolução nº 27, de 4 de maio de 1964, da própria Câmara Municipal.  Em 1982 foi novamente eleito vereador, em Anápolis, exercendo integramente o mandato, de 1983 a 1988. Em 2010 a Câmara Municipal revogou o ato de cassação, em uma forma de homenagem póstuma

### Anistia
Em 2003 Geraldo Tibúrcio foi anistiado pela Comissão de Anistia do Ministério da Justiça, com base na Lei nº 10.559, de 13 de novembro de 2002 e. em 27 de abril de 2010, juntamente com outros anistiados, foi homenageado durante a 36ª Caravana da Anistia, realizada no auditório da Unievangélica, em Anápolis.  Foi também anistiado pela Comissão Especial de Anistia do Estado de Goiás.
A Comissão de Anistia, criada pela Lei nº 10.559/2002, está hoje funcionando junto ao Ministério dos Direitos Humanos e Cidadania, com a finalidade de julgar os pedidos de anistia, formulados pelas vítimas de perseguição política, em razão de fatos ocorridos no período de 18 de setembro de 1946 até 5 de outubro de 1988, reconhecendo a condição de anistiado político e o direito à reparação econômica. 
As questões teóricas e os fundamentos jurídicos relacionados com a aplicação da Lei 10.559, de 13 de novembro de 2002 e a atuação da Comissão de Anistia, são publicados através da Revista Anistia Política e Justiça de Transição, coordenada pelo Ministério da Justiça. 